# Bellerophontoidea
Bellerophontina, Bellerophontacea
Super-famille
Synonymes
- Bellerophontina
- Bellerophontacea

Les Bellerophontoidea forment une super-famille fossile de mollusques préhistoriques, au classement incertain (gastéropodes ou monoplacophores). Ils apparaissent au Cambrien et disparaissent au Trias.

## Systématique
La super-famille des Bellerophontoidea est décrite en 1851 par le paléontologue britannique Frederick McCoy (1817-1899),.

## Familles
†Bellerophontidae - †Bucanellidae - †Bucaniidae - †Euphemitidae - †Pterothecidae - †Sinuitidae - †Tremanotidae - †Tropidodiscidae

### Publication originale
- (en) McCoy F., A synopsis of the classification of the British Palaeozoic rocks, with a systematic description of the British Palaeozoic fossils in the Geological Museum of the University of Cambridge with figures of the new and imperfectly known species (Bellerophontidae à la page 307), London, Parker & Son, 1852, 661 pp., 25 planches.